# Georg Beer
Georg Beer (ur. 1913, zm. ?) – zbrodniarz nazistowski, członek załogi niemieckiego obozu koncentracyjnego Dachau i SS-Oberscharführer.
Z zawodu mechanik samochodowy. Członek SS (od 1933) i Waffen-SS (od października 1940). Od 1 sierpnia 1934 do 28 kwietnia 1945 Beer pełnił służbę w obozie Dachau, między innymi jako kierowca i kierownik parku motorowego.    
W procesie członków załogi Dachau (US vs. Georg Beer i inni), który miał miejsce w dniach 21–26 lutego 1947 przed amerykańskim Trybunałem Wojskowym w Dachau skazany został na 10 lat pozbawienia wolności. Jak ustalił trybunał, oskarżony uczestniczył jesienią 1944 w powieszeniu dwóch obywateli radzieckich, którzy próbowali zbiec z obozu. Oprócz tego kilkakrotnie w latach 1944-1945 zdarzyło mu się maltretować więźniów.  